# Liste der Abgeordneten im Nationalparlament Osttimors 2012–2017

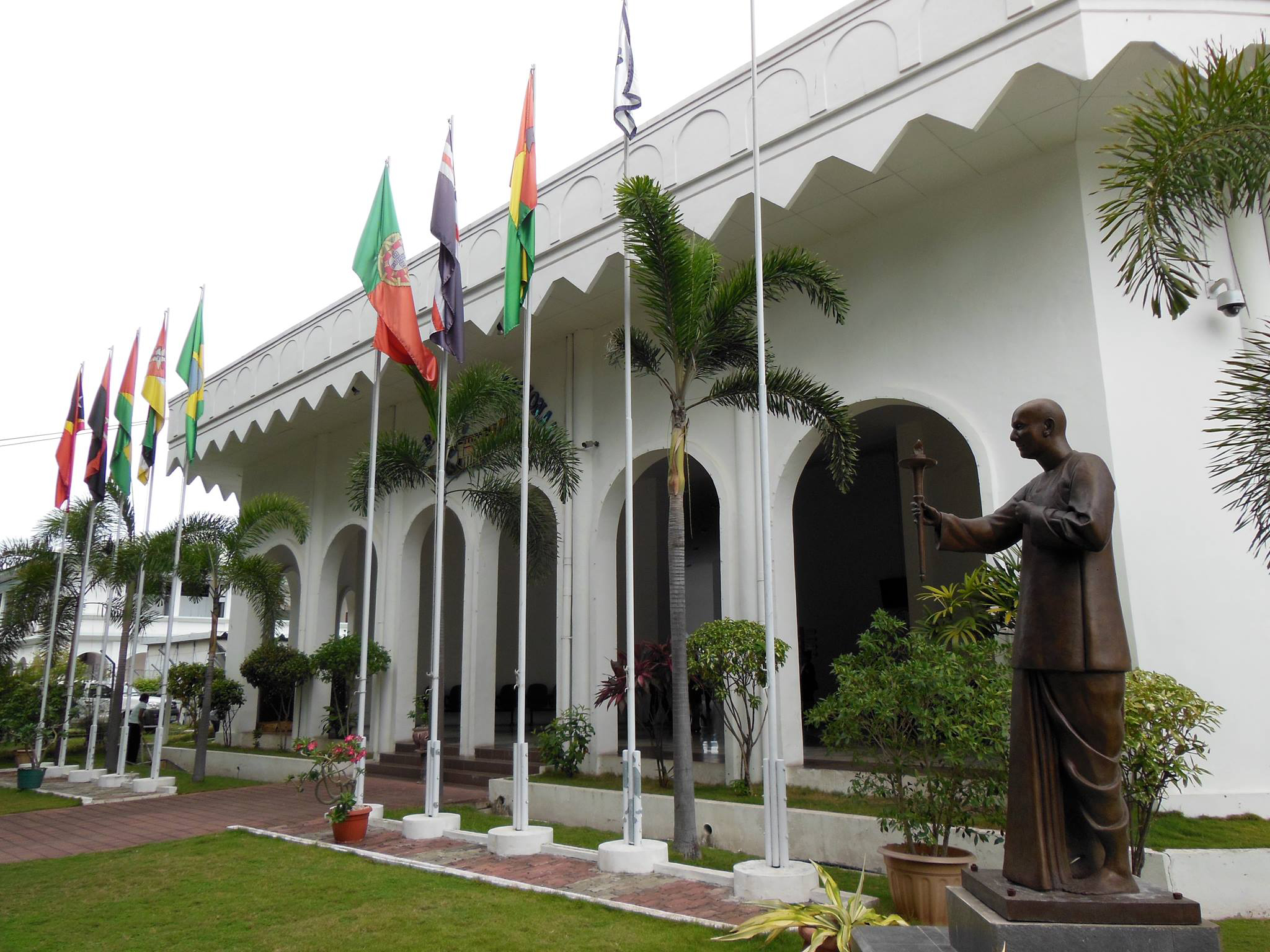
Nationalparlament Osttimors (2013)

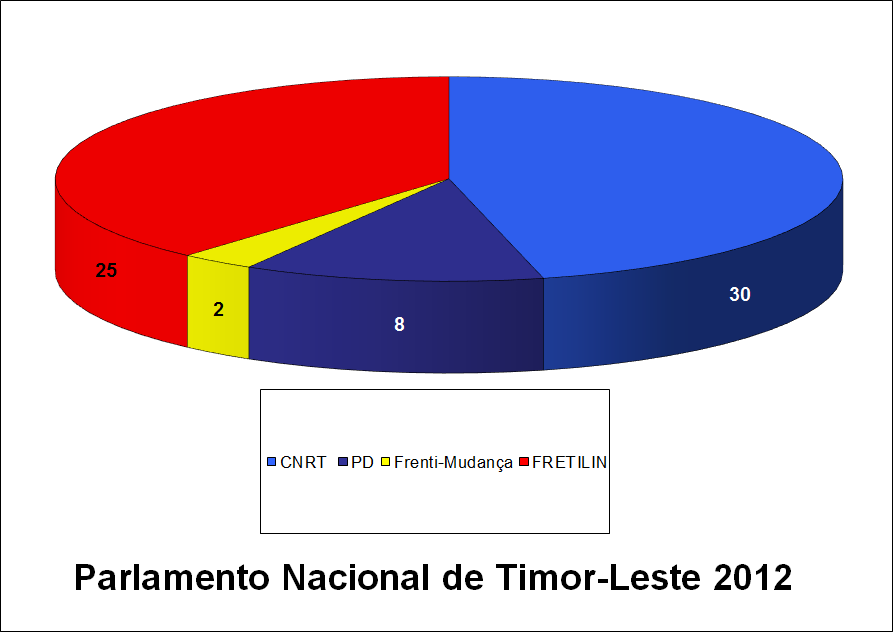
Sitzverteilung im Nationalparlament Osttimors
(Stand: Mai 2008)

Diese Liste führt die Abgeordneten auf, die in den Wahlen am 7. Juli 2012 in das Nationalparlament Osttimors gewählt wurden. Die Reihenfolge entspricht dem Platz des Abgeordneten auf der Parteiliste. Das Parlament hatte in seiner 3. Legislaturperiode 65 Mitglieder und trat erstmals am 30. Juli 2012 zusammen.
Stärkste Kraft war der Congresso Nacional da Reconstrução Timorense (CNRT) mit 30 Sitzen, gefolgt von der FRETILIN mit 25 Sitzen, der Partido Democrático (PD) mit acht Sitzen und der Frenti-Mudança mit zwei Sitzen. CNRT, PD und FM bildeten ursprünglich die Regierungskoalition. Doch mit der Regierungsumbildung vom Februar 2015 waren nun alle Parteien des Parlaments an der Regierung beteiligt.
Abgeordnete, die gewählt wurden, aber aus dem Parlament vorzeitig ausgeschieden sind oder ihr Amt nicht antraten, sind in der Liste durchgestrichen. Dies gilt zum Beispiel für alle Mitglieder der Regierung, die auf ihren Sitz im Parlament zugunsten eines Nachrückers aus der Liste von Gesetz wegen verzichten müssen. Scheidet ein Regierungsmitglied aber aus dem Kabinett wieder aus, kann es in das Parlament zurückkehren und der Nachrücker verliert sein Mandat.

## Congresso Nacional da Reconstrução Timorense CNRT
36,66 % der Stimmen, 30 Abgeordnete.
Als Premierminister musste Xanana Gusmão 2012 auf seinen Sitz im Parlament laut Verfassung verzichten. Gleiches galt für Dionísio Babo, der Minister wurde. Mit der Kabinettsumbildung 2015 trat Gusmão als Premierminister zurück, wurde aber Minister im neuen Kabinett. Babo wurde Staatsminister. Am 30. Januar 2015 verstarb der Abgeordnete Mateus de Jesus. Seinen Sitz nahm Manuel Salsinha ein. Im August 2015 starb der Abgeordnete José da Silva Panão und 2017 Pedro dos Mártires da Costa. Für Panão rückte Maria de Fátima I. C. C. Belo nach, für Costa aufgrund der anstehenden Wahl niemand mehr.
Vicente da Silva Guterres war von 2012 bis 2016 Parlamentspräsident. Nach dessen Rücktritt wurde am 5. Mai sein bisheriger Stellvertreter Adérito Hugo da Costa zu seinem Nachfolger gewählt. Ângela Corvelo und Maria Fernanda Lay waren Sekretärinnen des Präsidiums. Natalino dos Santos Nascimento war Fraktionschef, sein Stellvertreter Domingas Álves da Silva.
| - Kay Ralla Xanana Gusmão - Dionísio Babo - Maria Fernanda Lay - Vicente da Silva Guterres - Eduardo de Deus Barreto - Virgínia Ana Belo - Arão Noé da Costa Amaral - Duarte Nunes - Brigida Antónia Correia - Adérito Hugo da Costa - Natalino 55 dos Santos Nascimento - Maria Rosa da Câmara Bi Soi - Izilda Manuela da Luz Pereira Soares - Pedro dos Mártires da Costa † 2017 - Virgílio Maria Dias Marçal - Mateus de Jesus † 2015 - José da Silva Panão † 2015 | - Carmelita Caetano Moniz - Domingas Álves da Silva Bilou-Mali - Jacob de Araújo - César Valente de Jesus - Anselmo da Conceição - Jacinto Viegas Vicente - Ângela Maria Corvelo de Andrade Sarmento - Albina Marçal Freitas - António Ximenes - Francisco da Costa - Domingos Carvalho de Araújo - Agostinho Lay - Bendita Moniz Magno - Manuel G. da Costa Guterres - Cristovão Barros - Manuel Salsinha - Maria de Fátima I. C. C. Belo |

## Frente Revolucionária do Timor-Leste Independente FRETILIN
29,87 % der Stimmen, 25 Abgeordnete.
Parteichef Francisco Guterres und Generalsekretär Marí Alkatiri verzichteten zugunsten weiter hinten in der Wahlliste gesetzten FRETILIN-Mitglieder auf ihre Sitze im Parlament. Bei der Regierungsumbildung 2015 wurde Estanislau da Silva Minister und Inácio Moreira Vizeminister und mussten deswegen ihren Parlamentssitz aufgeben. Daraufhin übernahm Alkatiri wieder seinen Sitz und Francisco de Andrade rutschte als Nachrücker ins Parlament. Aniceto Guterres Lopes war Fraktionschef, sein Stellvertreter war Francisco Miranda Branco.
| - Francisco Lú-Olo Guterres - Marí Bin Amude Alkatiri - Josefa Álvares Pereira Soares - Francisco Miranda Branco - Estanislau da Silva - Ilda Maria da Conceição - Joaquim dos Santos - David Dias Ximenes - Aurora Ximenes - Antoninho Bianco - Aniceto Longuinhos Guterres Lopes - Florentina da Conceição Pereira Martins Smith - Osório Costa - Eládio António Faculto de Jesus - Maria Angélica Rangel da Cruz dos Reis | - Inácio Freitas Moreira - Manuel de Castro Pereira - Ana da Conceição Ribeiro - Aurélio Freitas Ribeiro - Manuel Gaspar Soares da Silva - Angélica da Costa - António dos Santos 55 - Felisberto Monteiro Guterres - Anástacia da Costa Soares Amaral - Leonel Lisboa Marçal - Joaninha de Jesus - Paulo Moniz Maia - Francisco de Andrade |

## Partido Democrático PD
10,31 % der Stimmen, 8 Abgeordnete.
Von den acht gewählten Abgeordneten der PD erhielten vier Ämter in der Regierung, weswegen sie auf ihre Parlamentssitze verzichten mussten: Fernando de Araújo wurde stellvertretender Premierminister, Mariano Sabino Lopes und António da Conceição Minister und Samuel Mendonça Staatssekretär. Außerdem verstarb kurz nach der Wahl Jacob Xavier, so dass insgesamt fünf PD-Mitglieder von der Wahlliste in das Parlament nachrückten. Adriano do Nascimento wurde stellvertretender Parlamentspräsident, Angelina Machado de Jesus Sekretärin des Parlamentspräsidiums, Lurdes Maria Bessa Fraktionsvorsitzende und Adriano João ihr Stellvertreter. Bei der Kabinettsumbildung im Februar 2015 schied Sabino aus der Regierung aus, kehrte aber nicht in das Parlament zurück.
- Fernando La Sama de Araújo
- Mariano Sabino Lopes
- Maria Lurdes Martins de Sousa Bessa
- António da Conceição
- Jacob Xavier
- Angelina Machado de Jesus
- Adriano do Nascimento
- Adriano João
- Jacinta Abucau Pereira
- Virgilio da Costa Hornai
- Samuel Mendonça
- Olinda Morais
- Paulino Monteiro Soares Babo

## Frenti-Mudança FM
3,11 % der Stimmen, 2 Abgeordnete.
Nach der Wahl erhielten José Luís Guterres und Jorge da Conceição Teme Ministerämter in der V. Regierung und mussten daher verfassungsgemäß auf ihre Parlamentssitze verzichten. Bei der Kabinettsumbildung am 16. Februar 2015 verloren beide ihre Ämter. Teme und Guterres kehrten ins Parlament zurück, so dass beide Nachrückerinnen Maria Adozinda Pires da Silva und Benvinda Catarina Rodrigues wieder ihre Sitze räumen mussten. Fraktionschef wurde Guterres, Teme sein Stellvertreter.
- José Luís Guterres
- Jorge da Conceição Teme
- Benvinda Catarina Rodrigues
- Maria Adozinda Pires da Silva

## Belege
- Nationale Wahlkommission CNE – Liste der gewählten Abgeordneten (PDF-Datei)
- Liste der Abgeordneten nach Kommissionen (PDF; 30 kB)